# Karbunkel
Karbunkel je vnetje več lasnih mešičkov in okolnega tkiva, ki se pogosto pojavlja na vratu. Gre pravzaprav za več združenih furunklov. Kaže se kot rdeča oteklina z več gnojnimi rumenimi čepki. Kasneje nastanejo na mestu čepkov odprtine, iz katerih se izceja gnoj. Pogosto se vnetje razširi v globljo plast kože – podkožje. Značilna je huda bolečina. Karbunkel spremljajo tudi sistemski znaki, kot so utrujenost, mrzlica, povišana telesna temperatura in slabost. Ostali simptomi so kot pri furunklu (limfaginitis, limfadenitis). Najbolj nevaren zaplet je stafilokokna sepsa. Ker je vnetje globlje, ostane po ozdravljenju brazgotina. V začetni stopnji je zdravljenje z antibiotiki zadovoljivo, kasneje je potrebna kirurška oskrba (glej furunkel).